# 칼 구스타브 만네르헤임 백작

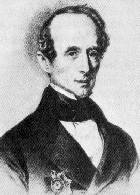

칼 구스타프 만네르헤임 백작(스웨덴어: Greve Carl Gustaf Mannerheim: 1797년 8월 10일 – 1854년 10월 9일)은 핀란드의 곤충학자이며 핀란드 대공국 비푸리 주의 항소재판소장, 주장관을 지냈다.
1819년부터 상트페테르부르크의 핀란드 국가 각료서기의 비서관으로 활동했다. 1833년 바사 주의 주장관으로 임명되었고 얼마 뒤 비푸리 주와 사보늘린나 등지로 임지를 옮겨다녔다. 1839년부터 죽을 때까지 비푸리에 새로 세워진 항소재판소 재판소장을 맡았다.
만네르헤임 백작은 박물학에 상당한 관심을 쏟아 상당한 양의 딱정벌레목 표본을 모았다. 그는 딱정벌레에 관한 다수의 논문을 발표했으며 도르파트, 상트페테르부르크, 모스크바의 자연사박물관 수집품에도 기여했다. 그는 북서 아메리카(당시 러시아령 아메리카)에서 많은 딱정벌레 표본을 구했다.